# 聚集粉蝨
聚集粉蝨（学名：Vasdavidius concursus）为粉蝨科大衛粉蝨屬下的一个种。